# 薄井龍之
薄井 龍之（うすい たつゆき）は、江戸時代末期の志士、明治時代の判事。通称は督太郎。字は飛虹、号は小蓮。

## 略歴
信濃国飯田城下の醤油醸造業者の家に生まれる。18歳で江戸へ出て、昌平坂学問所の学僕となり、勉学に勤しむ。上洛して頼三樹三郎に師事し、尊皇攘夷思想を吹き込まれる。江戸に戻り、野田笛浦や佐久間象山に学ぶ。安政の大獄で師の頼三樹三郎は捕縛されるが、救出を試みて失敗し、薄井も日本橋小伝馬町で入牢した。その後、脱獄して水戸へ逃れ、武田耕雲斎の元に身を寄せる。元治元年（1864年）天狗党の乱に参加。しかし途中で脱退し、越前まで同行しなかったため、処刑は免れた。大政奉還後は新政府の軍監として奥羽を歴戦した。
明治維新後は岩倉具視の知遇を得て、開拓監事、山形県参事、東京裁判所判事、名古屋裁判所長、秋田裁判所長などをつとめた。
開拓監事時代に札幌の公設遊廓の建設に関わった。これが薄野遊廓であり、「すすきの」の地名は薄井の名に由来して岩村通俊に名付けられたというのが通説となっている。

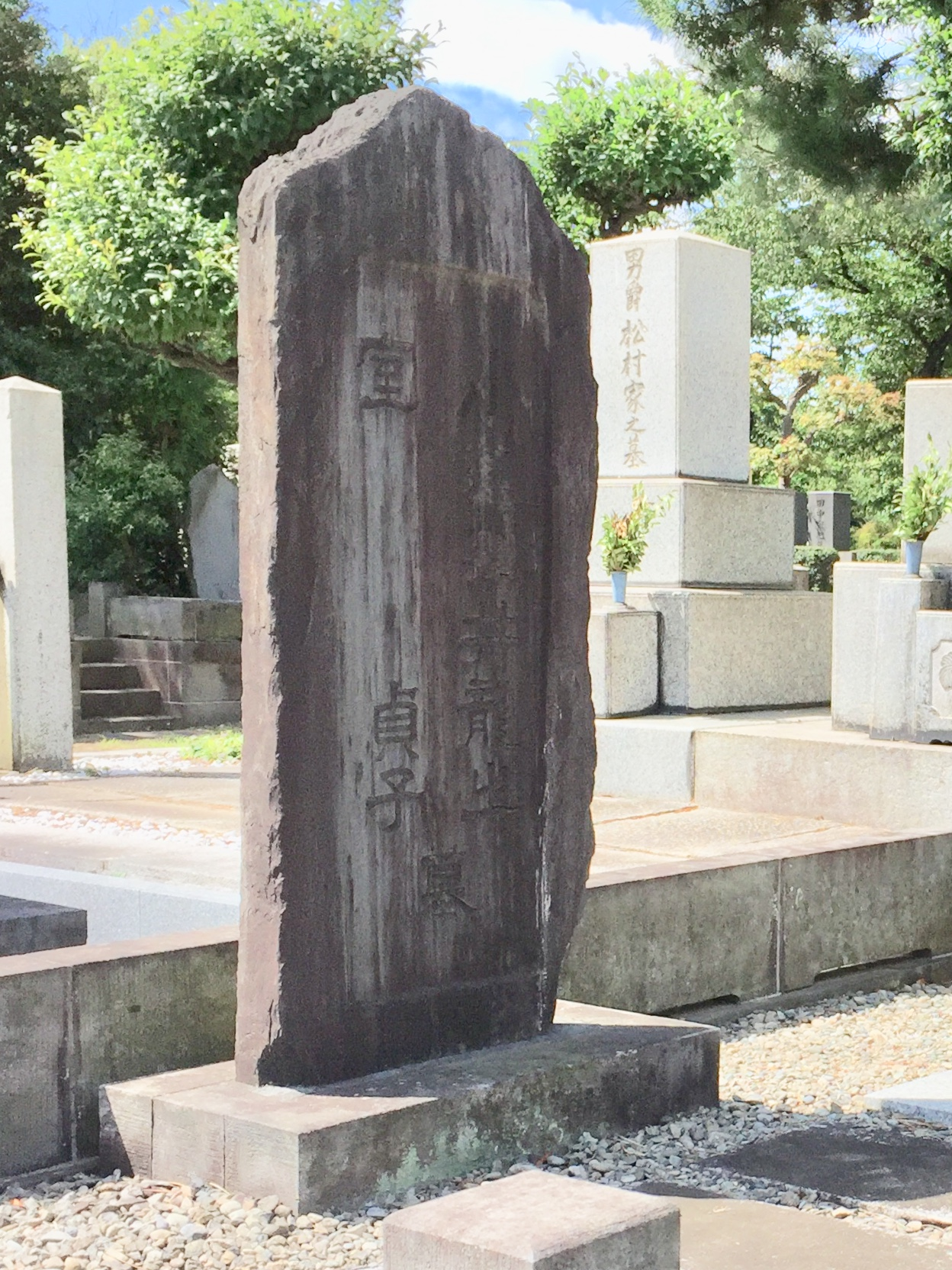
薄井龍之と貞子の墓

大正5年（1916年）死去、享年88。墓所は青山霊園にあり、妻の貞子とともに眠っている。

## 栄典
- 1886年（明治19年）7月8日 - 正六位[2]
- 1889年（明治22年）11月29日 - 大日本帝国憲法発布記念章[3]